# Parola chiave (racconto)
Parola chiave (Key Item) è un racconto di fantascienza di Isaac Asimov. Pubblicato per la prima volta nel luglio 1968 nella raccolta Antologia personale, il racconto fa parte della serie di racconti incentrati sull'immaginario supercomputer Multivac.

## Trama
Il racconto tratta di Multivac, un gigantesco supercomputer protagonista anche di molti altri racconti di Asimov, così complesso da gestire l'economia mondiale, prevedere il prezzo degli alimenti, il tempo meteorologico, autoripararsi, parlare e ascoltare e rispondere ad ogni domanda che gli si pone. In questa storia Multivac non funziona: rifiuta di rispondere alle domande, ma nessuno riesce a trovare il guasto. Squadre di tecnici perlustrano gli infiniti visceri del computer, non riuscendo però ad approdare a nessuna conclusione. Todd Nemerson ragiona sulle possibili cause del malfunzionamento della macchina, e chiede a Jack Weaver, tecnico addetto a porre le domande a Multivac, di ripetere le usuali operazioni fingendo che fosse Nemerson il computer. Weaver all'inizio un po' imbarazzato, obbedisce all'amico. Al termine Nemerson ha capito il problema e chiede a Weaver di ripetere ancora l'operazione, questa volta su Multivac, chiedendo però di far parlare lui. Quando Weaver ha finito, Nemerson aggiunge la parola chiave, "per favore", rimettendo così Multivac in funzione.